# Lapeirousia azurea
Lapeirousia azurea är en irisväxtart som först beskrevs av Christian Friedrich Frederik Ecklon och John Gilbert Baker, och fick sitt nu gällande namn av Peter Goldblatt. Lapeirousia azurea ingår i släktet Lapeirousia och familjen irisväxter. Inga underarter finns listade i Catalogue of Life.